# سد توباكوتشي
سد توباكوتشي (باليابانية: سد توباكوشي) هو سد الجاذبية يقع في محافظة ميه في اليابان. يستخدم السد للسيطرة على الفيضانات. تبلغ مساحة مستجمعات السد 11.6 كيلومتر مربع، ويحجز السد حوالي 33 هكتارًا من الأرض عند امتلائه يمكنه تخزين 2960 ألف متر مكعب من المياه. بدأ بناء السد في عام 1975.